# 迪里耶
24°44′00″N 46°34′32″E / 24.73333°N 46.57556°E

迪里耶（阿拉伯语：‎）是沙烏地阿拉伯利雅得省的一個城鎮，位於首都利雅得西北16公里的哈尼法谷地。是內志的首都、沙特家族的發源地。
2010年7月31日被列入世界遺產名錄。